# ستايسي بورتر
ستايسي بورتر (بالإنجليزية: Stacey Porter)‏ هي لاعبة كرة لينة أسترالية، ولدت في 29 مارس 1982 في Tamworth, Staffordshire ‏ في المملكة المتحدة.

## وصلات خارجية
- ستايسي بورتر على موقع أوليمبيديا (الإنجليزية)
- ستايسي بورتر على موقع اللجنة الأولمبية الأسترالية (الإنجليزية)